# Englische Cricket-Nationalmannschaft in Südafrika in der Saison 2019/20
Die Tour der englischen Cricket-Nationalmannschaft nach Südafrika in der Saison 2019/20 fand vom 26. Dezember 2019 bis zum 16. Februar 2020 statt. Die internationale Cricket-Tour war Bestandteil der Internationalen Cricket-Saison 2019/20 und umfasste vier Tests, drei ODIs und drei Twenty20s. Die Test-Serie ist Bestandteil der ICC World Test Championship 2019–2021. England gewann die Test-Series 3–1 und die Twenty20-Serie 2–1, während die ODI-Serie 1–1 unentschieden endete.

## Vorgeschichte
Australien spielte zuvor eine Tour in Indien, England eine Tour in Neuseeland. Das letzte Aufeinandertreffen der beiden Mannschaften bei einer Tour fand in der Saison 2017 in England statt.

## Stadien
Die folgenden Stadien wurden für die Tour als Austragungsort vorgesehen und am 24. Mai 2019 bekanntgegeben:
| Stadion                  | Stadt          | Kapazität | Spiele          |
| ------------------------ | -------------- | --------- | --------------- |
| Centurion Park           | Centurion      | 22.000    | 1. Test; 3. T20 |
| Sahara Stadium Kingsmead | Durban         | 25.000    | 2. ODI; 2. T20  |
| Buffalo Park             | East London    | 20.000    | 1. T20          |
| Wanderers Stadium        | Johannesburg   | 34.000    | 4. Test; 3. ODI |
| Newlands Cricket Ground  | Kapstadt       | 25.000    | 2. Test; 1. ODI |
| Sahara Oval St George’s  | Port Elizabeth | 19.000    | 3. Test         |

## Kaderlisten
England benannte seinen ODI- und Twenty20-Kader am 13. Dezember 2019.
Südafrika benannte seinen Test-Kader am 16. Dezember 2019, seinen ODI-Kader am 21. Januar und seinen Twenty20-Kader am 8. Februar 2020.
| Test | Test | ODI | ODI | Twenty20 | Twenty20 |
| Südafrika | England | Südafrika | England | Südafrika | England |
| --- | --- | --- | --- | --- | --- |
| - Faf du Plessis (K) - Temba Bavuma - Rassie van der Dussen - Dean Elgar - Zubayr Hamza - Beuran Hendricks - Quinton de Kock (wk) - Keshav Maharaj - Pieter Malan - Aiden Markram - Anrich Nortje - Dane Paterson - Keegan Petersen - Andile Phehlukwayo - Vernon Philander - Dwaine Pretorius - Kagiso Rabada - Rudi Second | - Joe Root (K) - Ben Stokes (VK) - James Anderson - Jofra Archer - Jonny Bairstow (wk) - Dominic Bess - Stuart Broad - Rory Burns - Jos Buttler (wk) - Zak Crawley - Sam Curran - Joe Denly - Jack Leach - Craig Overton - Matthew Parkison - Ollie Pope - Dominic Sibley - Chris Woakes - Mark Wood | - Quinton de Kock (K, wk) - Temba Bavuma - Rassie van der Dussen - Bjorn Fortuin - Beuran Hendricks - Reeza Hendricks - Sisanda Magala - Janneman Malan - David Miller - Lungi Ngidi - Andile Phehlukwayo - Tabraiz Shamsi - Lutho Sipamla - JJ Smuts - Kyle Verreynne | - Eoin Morgan (K) - Moeen Ali - Jonny Bairstow (wk) - Tom Banton - Pat Brown - Sam Curran - Tom Curran - Joe Denly - Chris Jordan - Saqib Mahmood - Dawid Malan - Matthew Parkinson - Adil Rashid - Joe Root - Jason Roy - Chris Woakes | - Quinton de Kock (K, wk) - Temba Bavuma - Pite van Biljon - Rassie van der Dussen - Bjorn Fortuin - Beuran Hendricks - Reeza Hendricks - Heinrich Klaasen - Sisanda Magala - David Miller - Lungi Ngidi - Andile Phehlukwayo - Dwaine Pretorius - Tabraiz Shamsi - JJ Smuts - Dale Steyn | - Eoin Morgan (K) - Moeen Ali - Jofra Archer - Jonny Bairstow (wk) - Jos Buttler (wk) - Pat Brown - Sam Curran - Tom Curran - Joe Denly - Chris Jordan - Saqib Mahmood - Dawid Malan - Matthew Parkinson - Adil Rashid - Jason Roy - Ben Stokes - Mark Wood |

## Tour Matches
| 17. – 18. Dezember Scorecard | Benoni | England XI 309-4d (90) | – | Cricket South Africa Invitation XI 289 (68) |
|                              |        | Remis                  |   |                                             |

| 20. – 22. Dezember Scorecard | Benoni | England XI 456-7d (109.3) | – | South Africa A 325-5 (93.2) |
|                              |        | Remis                     |   |                             |

Nachdem es im englischen Team mehrere krankheitsbedingte Ausfälle gab, wurde dem Spiel der First-Class-Status entzogen und als Freundschaftsspiel ausgetragen.
| 31. Januar Scorecard | Paarl | England XI 240 (44.1)          | – | Cricket South Africa Invitation XI 163 (38.4) |
|                      |       | England XI gewinnt mit 77 Runs |   |                                               |

| 1. Februar Scorecard | Paarl | England XI 346-7 (50)                                                 | – | Cricket South Africa Invitation XI 193-7 (30/30) |
|                      |       | Cricket South Africa Invitation XI gewinnt mit 4 Wickets (D/L method) |   |                                                  |

## Tests

### Erster Test in Centurion
| 26. – 29. Dezember Scorecard | Centurion | Südafrika 284 (84.3) & 272 (61.4) | – | England 181 (53.2) & 268 (93) |
|                              |           | Südafrika gewinnt mit 107 Runs    |   |                               |

### Zweiter Test in Kapstadt
| 3. – 7. Januar Scorecard | Kapstadt | England 269 (91.5) & 391-8d (111) | – | Südafrika 223 (89) & 248 (137.4) |
|                          |          | England gewinnt mit 189 Runs      |   |                                  |

### Dritter Test in Port Elizabeth
| 16. – 20. Januar Scorecard | Port Elizabeth | England 499-9d (152)                          | – | Südafrika 209 (86.4) & 237 (88.5) (f/o) |
|                            |                | England gewinnt mit einem Innings und 53 Runs |   |                                         |

### Vierter Test in Johannesburg
| 24. – 27. Januar Scorecard | Johannesburg | England 400 (98.2) & 248 (61.3) | – | Südafrika 183 (68.3) & 274 (77.1) |
|                            |              | England gewinnt mit 191 Runs    |   |                                   |

## One-Day Internationals

### Erstes ODI in Kapstadt
| 4. Februar Scorecard | Kapstadt | England 258-8 (50)              | – | Südafrika 259-3 (47.4) |
|                      |          | Südafrika gewinnt mit 7 Wickets |   |                        |

### Zweites ODI in Durban
| 7. Februar Scorecard | Durban | Südafrika 71-2 (11.2/26) | – | England |
|                      |        | No Result                |   |         |

### Drittes ODI in Johannesburg
| 9. Februar Scorecard | Johannesburg | Südafrika 256-7 (50)          | – | England 257-8 (43.2) |
|                      |              | England gewinnt mit 2 Wickets |   |                      |

## Twenty20 Internationals

### Erstes Twenty20 in East London
| 12. Februar Scorecard | East London | Südafrika 177-8 (20)        | – | England 176-9 (20) |
|                       |             | Südafrika gewinnt mit 1 Run |   |                    |

### Zweites Twenty20 in Durban
| 14. Februar Scorecard | Durban | England 204-7 (20)         | – | Südafrika 202-7 (20) |
|                       |        | England gewinnt mit 2 Runs |   |                      |

### Drittes Twenty20 in Centurion
| 16. Februar Scorecard | Centurion | Südafrika 222-6 (20)          | – | England 226-5 (19.1) |
|                       |           | England gewinnt mit 5 Wickets |   |                      |